# Železniční trať Trebišov – Vranov nad Topľou
Železniční trať Trebišov – Vranov nad Topľou (v jízdním řádu pro cestující označená číslem 192) je jednokolejná železniční trať na východním Slovensku. Trať začíná v železniční stanici Trebišov, kde se odděluje od trati Michaľany – Łupków a vede severním směrem přes Sečovce do Vranova nad Topľou. V únoru 2003 byla na trati zastavena osobní doprava a do současnosti nebyla obnovena; v provozu zůstává pouze doprava nákladní, a to v úseku Trebišov – Sečovce.

## Historie

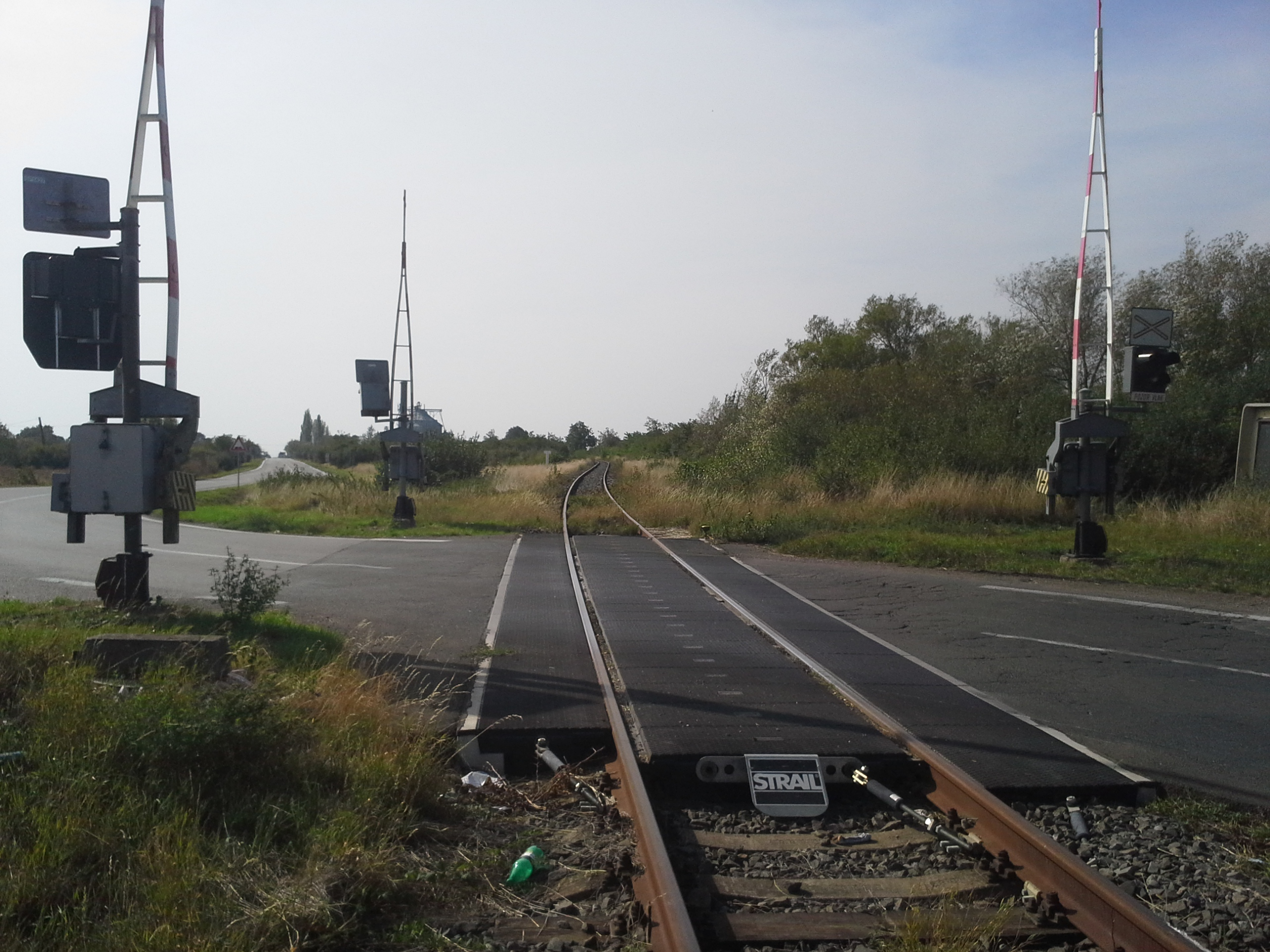
Přejezd poblíž obce Parchovany

První plány na trať mezi městy Trebišov a Vranov nad Topľou se objevují krátce před rokem 1900. Jedním z hlavních iniciátorů bylo město Sečovce (Gálszécs), které dosud leželo mimo provozovanou železnici a mělo o trať výrazný zájem. V projektu se také angažoval jeden z významných šlechtických rodů v oblasti dnešního východního Slovenska – Andrássyové. Impulzem pro stavbu trati byla snaha o zrychlení a zkapacitnění přepravy zemědělských produktů v úrodné nížinaté oblasti v okolí, zejména cukrové řepy do cukrovaru v Trebišově. Roku 1900 je udělena koncese na stavbu trati, a to podnikateli Ignáci Pallosovi z Budapešti. Kromě práv na výstavbu trati obsahovala i možnost přednostního práva na prodloužení zmíněné spojnice až do Kapušan. Tato práva však nebyla využita a trať mezi Vranovem a Kapušanami byla dokončena až v roce 1943. Samotná stavba trati Trebišov – Vranov nad Topľou proběhla mezi lety 1900–1903 a 24. prosince 1903 se konalo slavnostní otevření. Náklady na stavbu trati dosáhly 2 000 000 K.
V červnu 1919 dorazil do Sečoviec pancéřový vlak č. IV, patřící maďarské armádě, která se v rámci maďarsko-československé války snažila dobýt Slovensko zpět pod nadvládu Budapešti. Vojáky 36. pěšího pluku z Mladé Boleslavi však byl zneškodněn a později odvezen do Škody Plzeň k rekonstrukci a zařazení do výzbroje československé armády. Roku 1944 byla část trati válkou zničena a musela být znovu obnovena. Taktéž vznikla nová zastávka a nákladiště Dvorianky.
Po dobu téměř 100 let trať sloužila osobní i nákladní dopravě; počet vlaků, zejména nákladních, však klesl po roce 1990, kdy začala být větší část materiálů přepravována po silnici. Snižující se počty cestujících vedly až k úplnému zastavení dopravy, k němuž došlo i přes protesty místních obyvatel ke dni 2. února 2003.
Již krátce po zastavení osobní dopravy začaly obce, ležící na trati, usilovat o její opětovné zavedení. Autobusová doprava se totiž ukázala jako málo kapacitní a nedostačující, zejména o víkendech. V roce 2004 měla být po dalších protestech zahájena jednání, dosud však žádné vlaky zavedeny nebyly.

## Současnost
Po zastavení osobní dopravy počátkem roku 2003 zůstává na trati provozována pouze doprava nákladní, zastoupená především manipulačními vlaky v úseku Trebišov – Sečovce-Dvorianky, vedenými lokomotivami řady 742 dopravce ZSCS. Příležitostně také na trať zajíždí vlaky soukromých dopravců, zejména k nakládce zemědělských produktů ve stanici Sečovce a na přilehlé vlečce místního agropodniku. V posledních letech se na trati konalo také několik historických jízd s motorovým vozem řady M 131.1 z Klubu historických koľajových vozidiel v depu Haniska pri Košiciach.